# Марбах (Люцерн)
Марбах (нем. Marbach) — деревня и бывшая коммуна в Швейцарии, в кантоне Люцерн.
Население составляет 1204 человека (на 31 декабря 2006 года). Официальный код — 1006.
До 2012 года коммуна Марбах входила в состав округа Энтлебух. 1 января 2013 года произошло слияние коммун Эшольцмат и Марбах в Эшольцмат-Марбах, одновременно был упразднён ранее существовавший округ и образован избирательный округ Энтлебух, в который вошла новая коммуна.